# Törökország hadereje

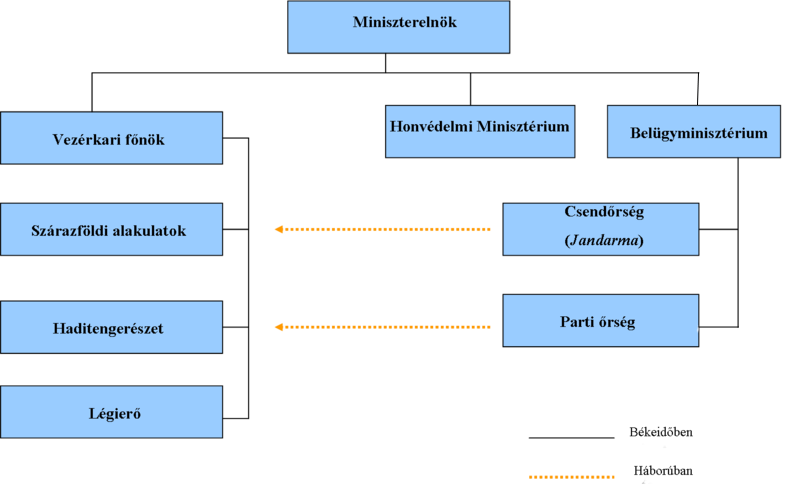
A török fegyveres erők felépítése

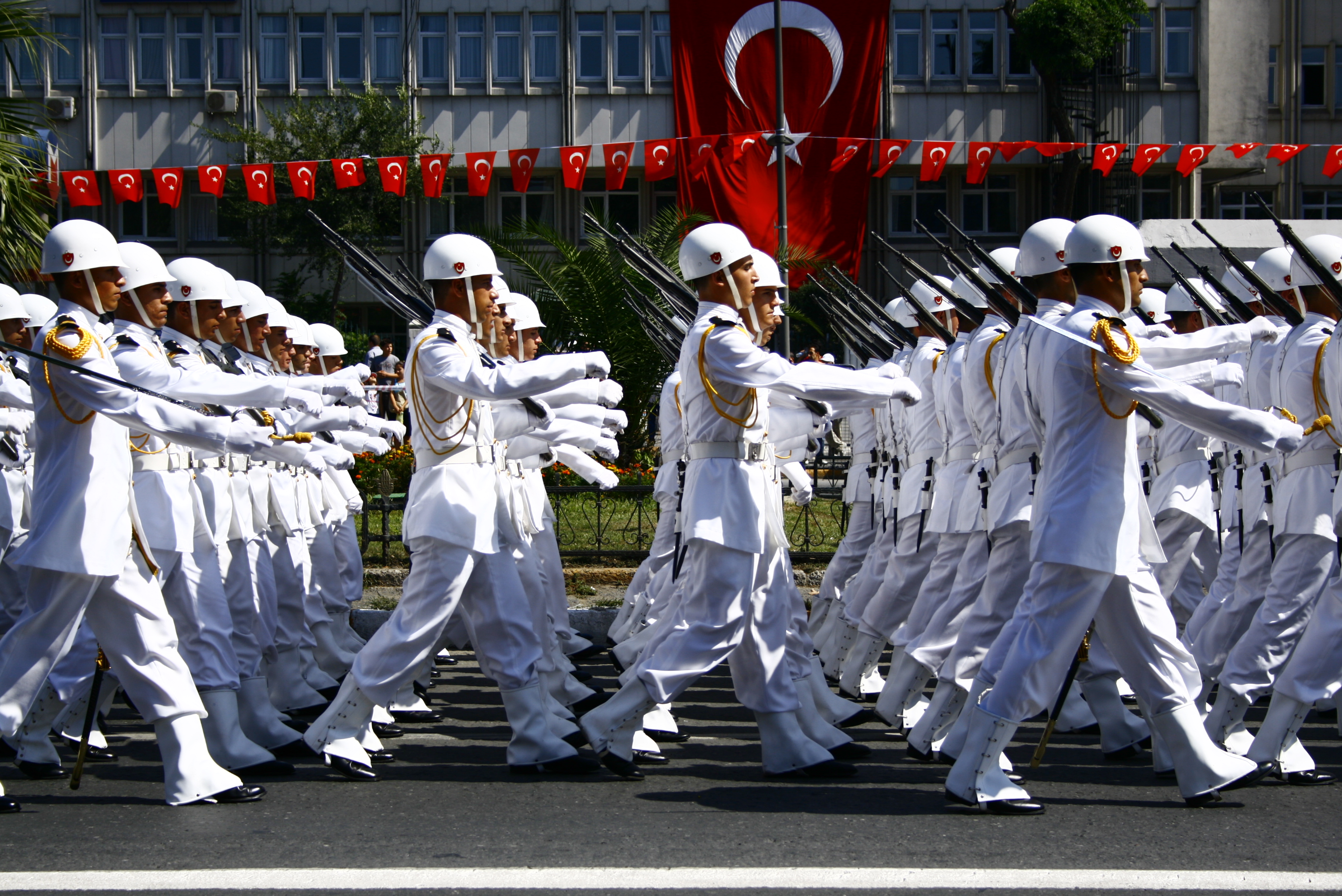
Katonai parádé Törökországban

Törökország haderejét (törökül: Türk Silahlı Kuvvetleri) a szárazföldi hadsereg, a haditengerészet és a légierő alkotja. A török csendőrség (Jandarma) és a parti őrség (Sahil Güvenlik Komutanlığı) békeidőben a belügyminisztérium hatáskörébe tartozik (akárcsak a rendőrség), de egyben a hadsereg illetve a haditengerészet alá is. Háború esetén mindkettő rendelkezik jogérvényesítő és katonai hatáskörrel.
A török haderők vezérkari főnöke 2006. augusztus 28. óta Yaşar Büyükanıt tábornok. A török hadsereg 1 054 750 katonájával a NATO második legnagyobb hadserege az Amerikai Egyesült Államok hadserege után.

## Törökországhaderejének néhány összefoglaló adata
Török Fegyveres Erők

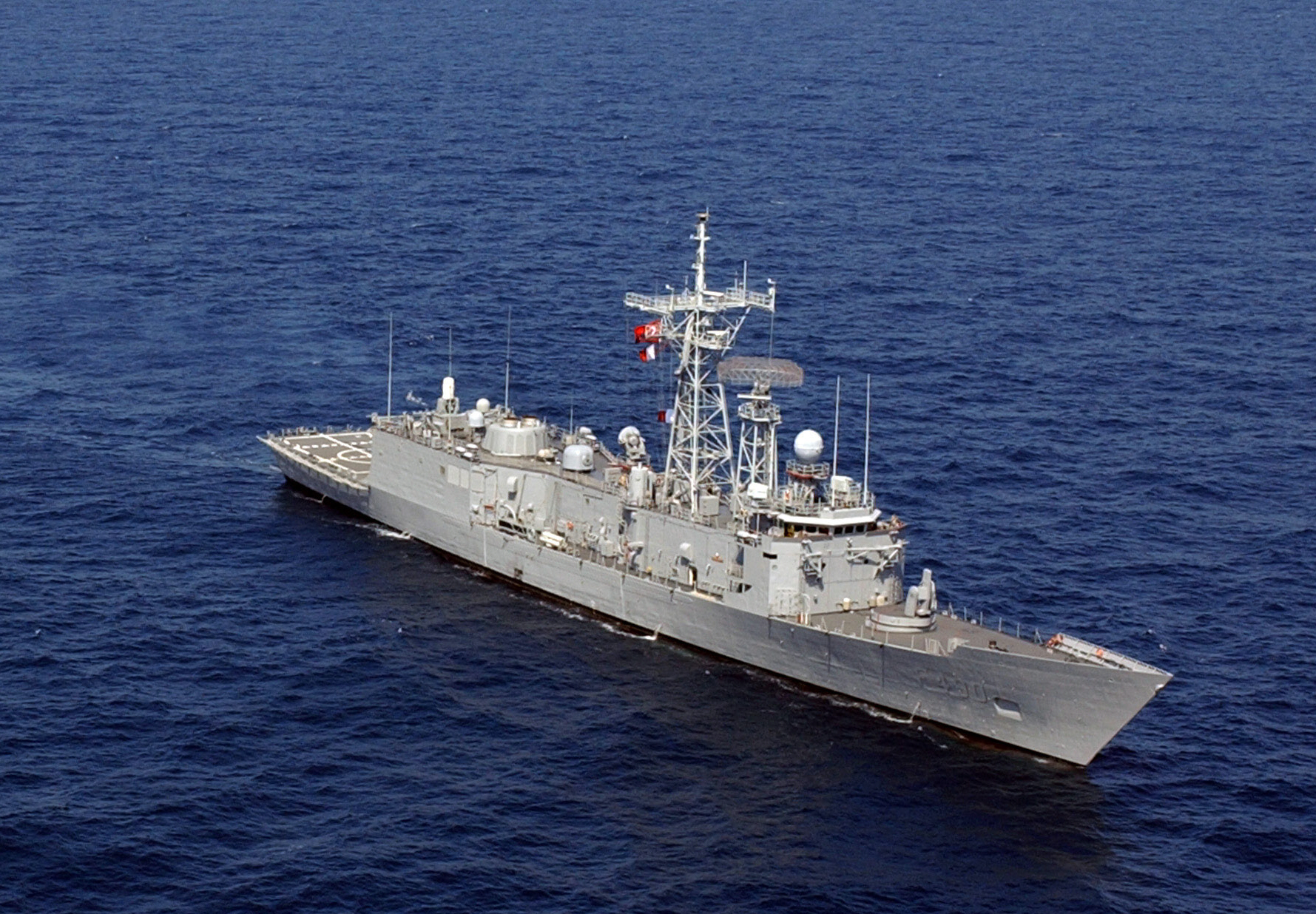
A török haditengerészet TCG Gazi'Antep nevű hajója

törökül:Türk Silahli Kuvvetleri (TSK)
- Katonai költségvetés: 12,155 milliárd amerikai dollár 2003-ban, a GDP 5,3%-a 2003-ban
- Teljes személyi állomány: 814 735 fő (391 000 fő sorozott)
- Szolgálati idő: 18 hónap
- Tartalékos: 810 735 fő
- Mozgósítható lakosság: 19 756 323 fő (2005), ebből 16 905 901 fő alkalmas katonai szolgálatra.

## Szárazföldi erő: 402 000 fő
- 4 tábori hadsereg törzs
- 7 hadtest törzs

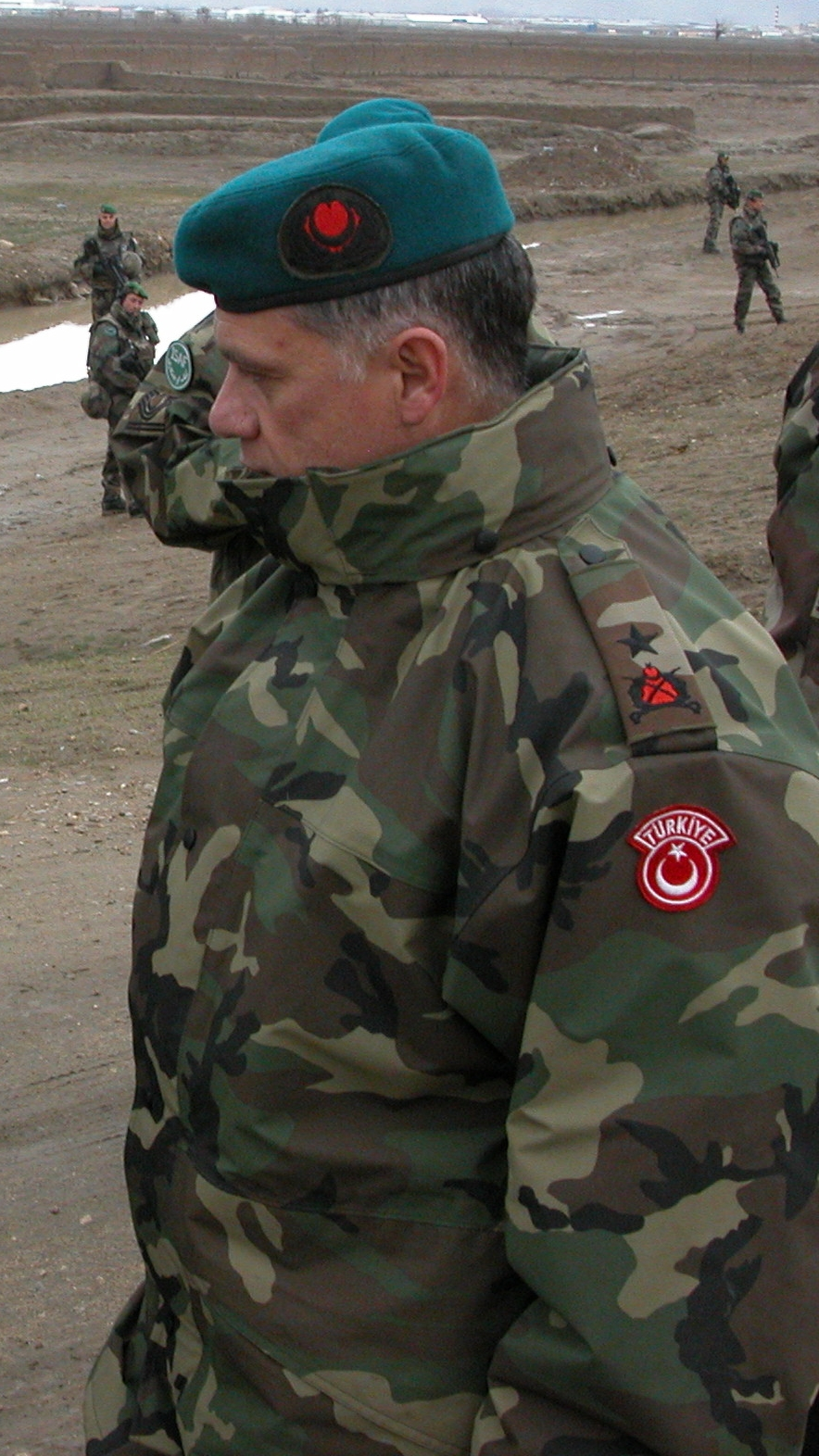
Török katonák Afganisztánban

- 1 gépesített hadosztály (1 gépesített, 1 páncélos dandár)
- 1 gépesített hadosztály törzs
- 1 gyalogos hadosztály
- 14 páncélos dandár
- 17 gépesített dandár
- 9 gyalogos dandár
- 4 kommandós ezred
- 1 gyalogos ezred
- 4 repülő ezred
- 1 támadó helikopter ezred
- 1 testőr gárda ezred
- 5 határőr ezred (26 zászlóalj)

### Fegyverzet
- 5613 db harckocsi, ebből 2876 db M48, 936 db M60, 395 db Leopard 1, 1406 db Altay
- 250 db felderítő harckocsi
- 2831 db páncélozott harcjármű
- 2990 db tüzérségi löveg
- 363 db támadó helikopter
- 429 db támogató helikopter

## Légierő, légvédelem: 60 100 fő
törökül: Türk Hava Kuvvetleri
- 2 légi hadsereg
- 1 kiképző parancsnokság
- 1 logisztokai parancsnokság

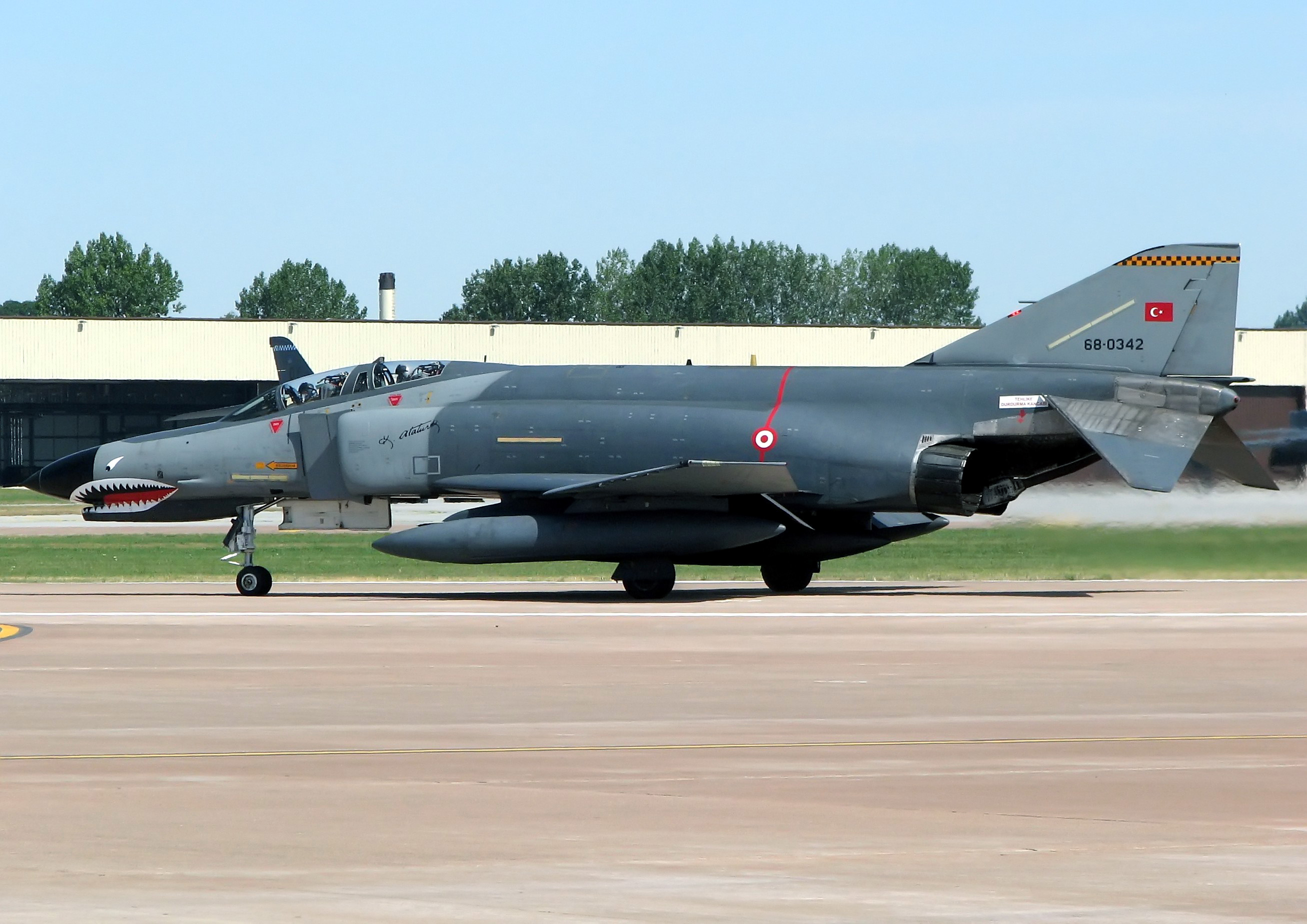
A török légierő egyik F-4E Phantom II típusú repülőgépe

- Közvetlen támogató 11 század (F–5A, F–4, F–16)
- Vadászrepülő 7 század (F–5, F–4, F–16)
- Felderítő 2 század (RF-4E)
- Szállító 2 század (C–130 Hercules, C–160, CN–235)
- Légi utántöltő 7 db (KC–130)
- Légvédelmi rakéta 4 osztály (178 db rakéta)

### Fegyverzet
- 246 db F–16
- 87 db F–5A
- 174 db F–4E
- 37 db RF–4
- 30 db C–130
- 21 db KC–130
- 23 db C–160

## Haditengerészet: 52 750 fő

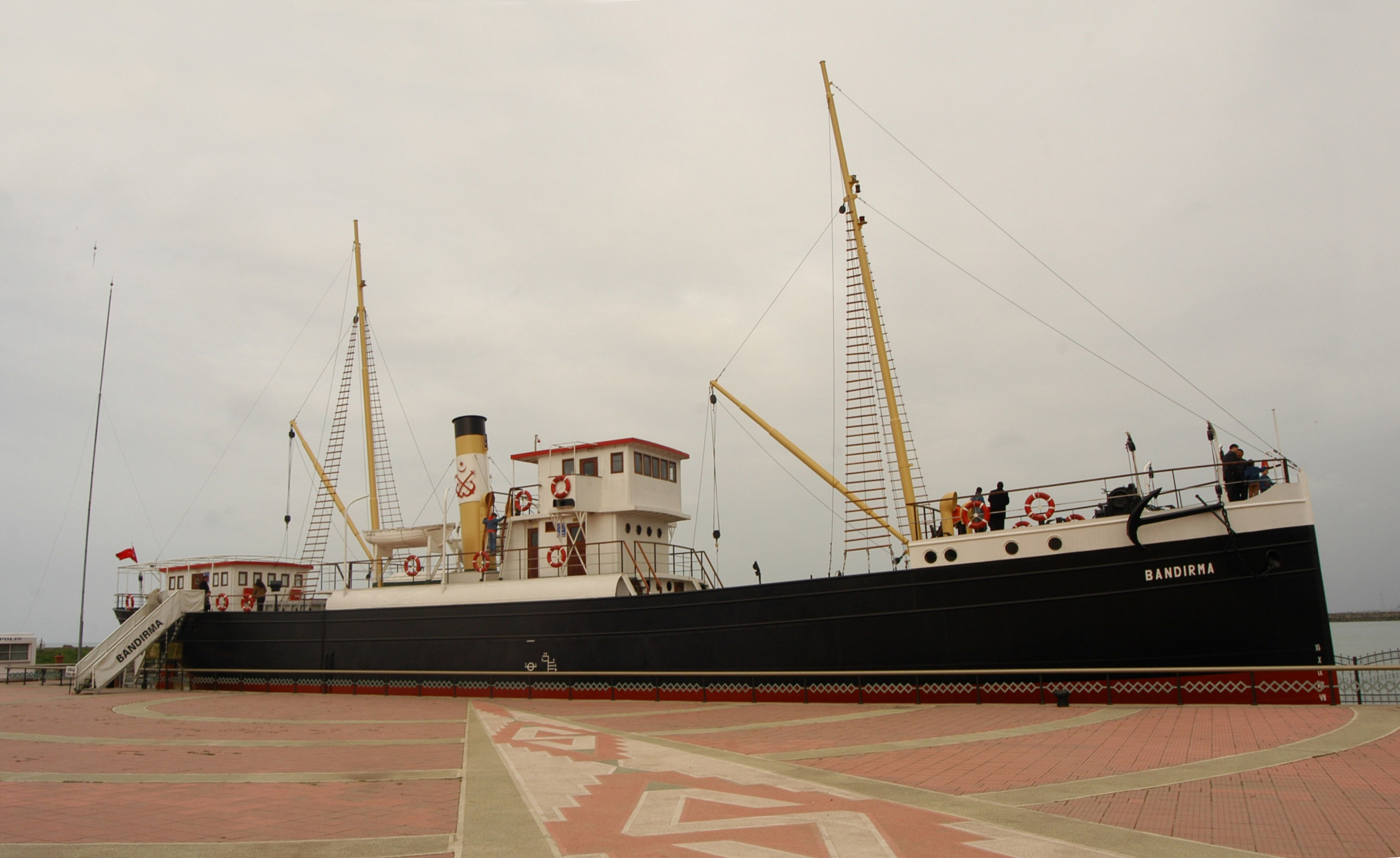
A Bandırma, Atatürk hajója, mely ma Samsun városában látható

Hajóállomány:
- 25 db tengeralattjáró
- 23 db fregatt
- 72 db járőrhajó
- 51 db aknarakó/szedő hajó
- 20 db deszanthajó
- 34 db vegyes feladatú
- összesen: 225 db hadihajó

## Hírszerzés
A legnagyobb török hírszerző szolgálat a Nemzeti Hírszerző Szervezet. Létszáma 5000 fő. Költségvetése egy milliárd török líra, (88 milliárd forint). Főbb szervezeti egységei:
- Stratégiai Elemző Igazgatóság
- Elhárító Igazgatóság
- Külső Műveletek Igazgatósága
- Biztonsági Hírszerző Igazgatóság
- Elektronikai és Technikai Hírszerző Igazgatóság
- Rádióelektronikai Felderítő Igazgatóság

Egyéb komponensei is vannak ezeken felül mint jogi, média, személyügyi, oktatási igazgatóságok.